# Handbalclub Don Bosco Gent
Handbalclub Don Bosco Gent, (HC DB Gent), is een Belgische handbalploeg gevestigd in Gent. Het heeft zowel een dames- als een herenteam, die in het seizoen 2022-2023 in de hoogste nationale divisie, eerste nationale, speelden. Beide teams hebben zich gekwalificeerd voor Eerste Klasse voor het seizoen 2023-2024.

## Geschiedenis
Handbalclub Don Bosco Gent werd in 1975 opgericht door Mark Multael. De club maakte destijds deel uit van het Don Bosco Instituut, waar Mark Multael sportleerkracht was, en had tevens als clubkleuren oranje en zwart. Vandaag de dag speelt de club in een geel-zwart tenue. 
In 2014 werd aan de bestaande (reeds gerenoveerde) sporthal Hekers een vernieuwde sportzaal gebouwd. De zaal zou dienst doen voor sporten, zoals handbal, korfbal en zaalvoetbal op het hoogste niveau, als ook een reeks sportevenementen. 

## Palmares

### Heren
Eerste Nationale
- Negende plaats: 2023

Tweede Nationale
- Tweede plaats: 2018
- Negende plaats: 2012

### Dames
Eerste Nationale
- Negende plaats: 2023

Tweede Nationale
- Achtste plaats: 2018
- Eerste plaats (2de Nationale): 2016

## Eerste ploegen
| Ploegen Eerste Nationale | Heren 1 | Dames 1 |
| ------------------------ | --- | --- |
| Seizoen 2022-2023        | Tim Vancauwenberghe, Cameron Brichart, Thomas Lesage, Gustave Lorré, Lode Vertongen, Gerard Sovet, Wannes Dedain, Brendan Meulmeester, Kevin Meulmeester, Bartel Vertongen, Cedric Van Haute, Shahrad Jandarnian, Sil Allaert, Jonathan Bontinck, Karel Heyndrickx, Lucas Delcloo, Matisse Van Hoeylandt, Dennis Huysentruyt Coach: Mário César Navarro (eerste helft seizoen), Robin Mathijs (tweede helft seizoen) | Lisa Van Laecke, Eline De Smet, Linse Martens, Alieke De Fauw, Anke Van Den Heede, Lotte Verbelen, Helena Bael, Janne Lodewyck, Janne Moreel, Luca Renders, Lanya Van Tieghem, Asja Vogelsang, Charlotte Verhelst, Ellen Rohe-Krebeck, Linde Colle, Sara De Smet Coach: Mário César Navarro (eerste helft seizoen), Heidi Buysse (tweede helft seizoen) |